# Pistão

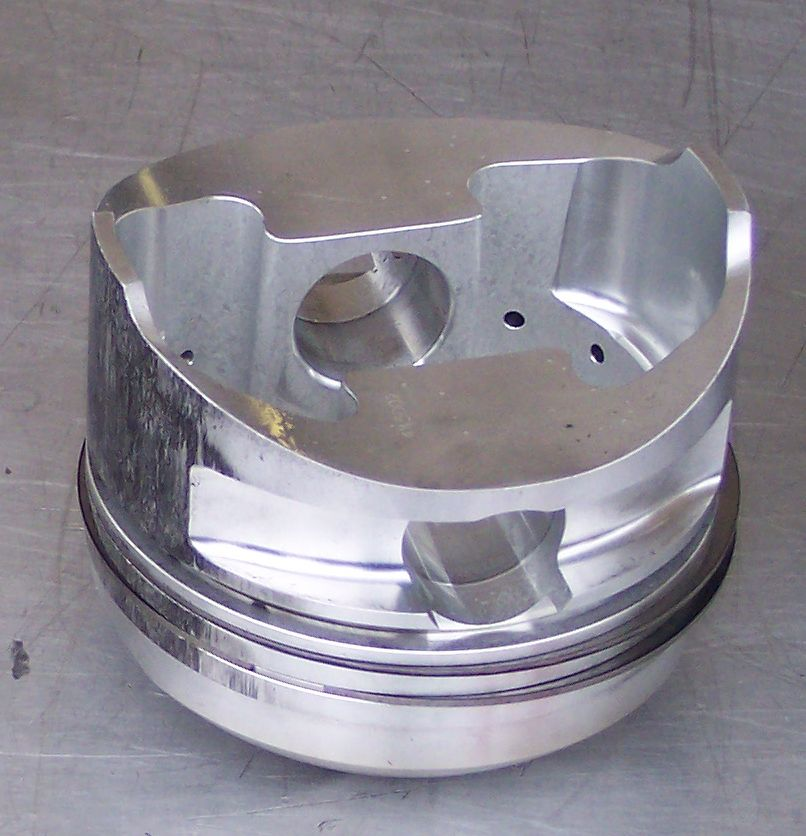
Embora o êmbolo surja tipicamente mostrado na posição natural (aqui está de cabeça para baixo), nesta posição podem-se observar claramente os dois grandes orifícios de encaixe do pino do pistão (não se trata de cavilha, pois a mesma não permite articulação entre as partes acopladas), onde se irá ligar a biela.

O pistão ou êmbolo ou piston(pt-AO) de um motor é uma peça cilíndrica normalmente feita de alumínio ou liga de alumínio, que se move no interior do cilindro dos motores de explosão.

## Constituição
O pistão tem a forma de um copo cilíndrico invertido sendo a superfície direcionada para a câmara de combustão denominada fundo ou cabeça do pistão. A parte média, é normalmente chamada de corpo, onde existem dois orifícios circulares para alojar o eixo do pistão que o une à biela. A parte mais afastada da cabeça é denominada a saia do pistão.

### Fixação
Os dois orifícios circulares que possui na parte média são reforçados e opostos e destinam-se a possibilitar a sua fixação ao pé da biela através de um eixo em aço conhecido como pino do pistão, eixo do êmbolo ou passador. Para que este eixo não se desloque pelos orifícios desgastando e deteriorando o cilindro do motor, é mantido em posição dentro do pistão através de retentores adequados(anéis travas) ou revestido de um material que não danifique a superfície do cilindro durante o movimento do pistão. Devido à fixação pistão-biela que oscila transversalmente ao motor, o pino do pistão tem uma orientação longitudinal face ao motor, ou seja paralela à cambota(virabrequim).

## Segmentos

O movimento de vai-vem do pistão num motor a quatro tempos, vendo-se um dos orifícios de fixação à biela e dois segmentos no seu topo posterior

Durante o seu deslocamento no interior do cilindro, o pistão deveria aderir totalmente a este de forma que não houvesse fuga de gases que diminuíssem a força da compressão ou da explosão da mistura. Face ao forte atrito que tal provocaria a solução encontrada foi deixar uma pequena folga entre o pistão e o cilindro, tendo aquele um menor diâmetro e colocando uns anéis, também chamados segmentos ou aros do êmbolo, em volta do pistão assegurando o isolamento necessário. Esta folga garante ainda espaço para que o pistão possa dilatar com o aquecimento do motor sem aderir ao cilindro envolvente ficando impedido de se movimentar.
Os segmentos encontram-se alojados em sulcos efetuados na superfície exterior e são fabricados num material menos duro que o material que constitui o bloco do motor de forma a que sejam aqueles e não este a desgastarem-se com o uso.
Os dois ou três anéis situados mais perto da cabeça do pistão são chamados segmentos de compressão e têm por finalidade assegurar que não haja fuga da mistura gasosa na altura em que o pistão efetua o seu movimento compressor. O anel que se encontra mais perto da câmara de combustão é chamado anel de fogo pois é o que contém a explosão que se dá no cilindro vedando a passagem dos gases. Os anéis de fogo são revestidos a crómio o que lhes aumenta a resistência às condições extremas de funcionamento a que são sujeitos, permitindo simultaneamente uma melhor lubrificação, pois retêm o óleo na sua superfície diminuindo assim o atrito. O uso deste revestimento permitiu duplicar a durabilidade dos segmentos e reduzir em mais de 50% o desgaste dos cilindros.
Na posição mais afastada da cabeça do pistão situa-se o chamado segmento ou anel raspador ou anel do óleo que possui um conjunto de orifícios em contacto com o interior do pistão e cujo objectivo é, quando da sua descida durante a fase de explosão no ciclo de quatro tempos retirar o óleo lubrificante que cobre a superfície do cilindro de forma a que este não se misture com o ar que entrará na fase seguinte. Através das aberturas que comunicam com o interior do pistão este óleo vai lubrificar o próprio pé da biela caindo no cárter para ser reaproveitado posteriormente.

## Materiais
Os pistões mais antigos eram construídos em ferro fundido tendo sido mais tarde melhoradas as suas características estanhando ou niquelando as superfícies em contacto com os cilindros. Onde ele se localiza 
No motor em que fica o cabeçote e interliga as explosões.

### O uso do alumínio na fabricação dos pistões
Num motor rodando a 3 000 rotações por minuto, o pistão realiza um movimento completo ao longo do cilindro a cada centésimo de segundo. Este elevado ritmo, e a temperatura de cerca de 300 °C atingida pela cabeça do pistão, levaram à introdução do alumínio e ligas de alumínio, mais leves e com uma maior capacidade de dissipação do calor.
O uso do alumínio veio todavia trazer uma dificuldade: sendo o coeficiente de dilatação deste bastante superior ao do ferro fundido Coeficientes de dilatação linear, a folga do pistão teria que ser excessivamente grande enquanto o motor ainda estivesse a baixa temperatura. Nestas circunstâncias ouvir-se-ia o "bater" do pistão contra as paredes do cilindro.

#### A ovalização dos cilindros
O movimento de vai-vem do pistão é controlado pela biela que por sua vez está articulada com a cambota. Este movimento provoca uma força perpendicular ao comprimento da cambota que exerce esforços laterais sobre os cilindros e tende a provocar, com o funcionamento do motor, alguma ovalização dos respectivos orifícios.

#### As soluções encontradas
Entre as soluções encontradas para estes problemas contam-se:
- Fabricar a saia do pistão mais larga que a cabeça, mas com umas ranhuras de forma a que a dilatação se estenda para essas ranhuras sem provocar o "agarrar" ao cilindro;
- Colocar no interior da saia uma armadura em metal invar que, tendo um baixíssimo coeficiente de dilação térmica, impede a saia de se dilatar;
- Envolver a zona da saia por segmentos em invar impedindo a dilatação desta;
- Fabricar a cabeça do pistão em alumínio e a saia em aço;
- Fabricar os pistões ligeiramente ovalizados, com o eixo maior no sentido da oscilação, de forma a que após aquecimento fiquem devidamente ajustados ao cilindro.

### O desgaste dos segmentos
Com o uso os segmentos vão-se desgastando. Quando isso ocorre os anéis gastos começam a puxar o óleo para dentro do cilindro onde se queima juntamente com o combustível provocando carbonização e um fumo negro característico no escape.
O consumo de combustível aumenta pois a taxa de compressão fica também diminuída, deixando passar mistura não queimada para dentro do carter  e o óleo lubrificante do motor faz o sentido inverso.

## Diâmetro e Curso
Para o cálculo da cilindrada do motor entra-se em linha de conta com o volume útil máximo existente no interior do cilindro.
Para esse cálculo entra-se em linha de conta com a distância percorrida no interior do cilindro pelo pistão, chamada "curso", geralmente indicada em milímetros e com o diâmetro do cilindro, indicado igualmente em milímetros. É frequente encontrarem-se valores quer de diâmetros quer de cursos oscilando entre 65 mm a 95 mm.
Quando o curso e o diâmetro do pistão têm o mesmo comprimento os motores são chamados de 'quadrados', quando o diâmetro é maior que o curso, são chamados de 'super-quadrados' e quando o diâmetro é menor que o curso, de 'subquadrados'.
Motores super-quadrados têm melhor funcionamento em rotações elevadas, como em carros de competição. Motores subquadrados têm melhor funcionamento em rotações baixas, sendo este a maior parte dos motores a diesel. O quadrado têm um funcionamento mais homogêneo em todas as faixas de rotação.